# Джингл-трак
Джингл-трак (англ. Jingle truck, «звенящий грузовик») — распространённое в Пакистане и близлежащих странах искусство оформления грузовых машин с использованием ярких красок и характерными для Южной Азии узорами. Такой вид декора можно встретить также в Афганистане и Индии.

## История термина
Термин «джингл-трак» вошёл в английский язык из жаргона американских солдат, воевавших в Афганистане. Звон (англ. jingle), которому грузовики обязаны названием, издают цепи, укреплённые на бамперах машин. В местной традиции, количество этих цепей и других украшений отражает благосостояние хозяина грузовика.

### Индия
Водители грузовиков поддерживают движение индийской экономики, доставляя товары в сельские районы страны, недоступные по железной дороге. Автомобили превращают в передвижные дома, оснащённые двухъярусными кроватями и фотографиями близких, украшениями, которые напоминают о доме.

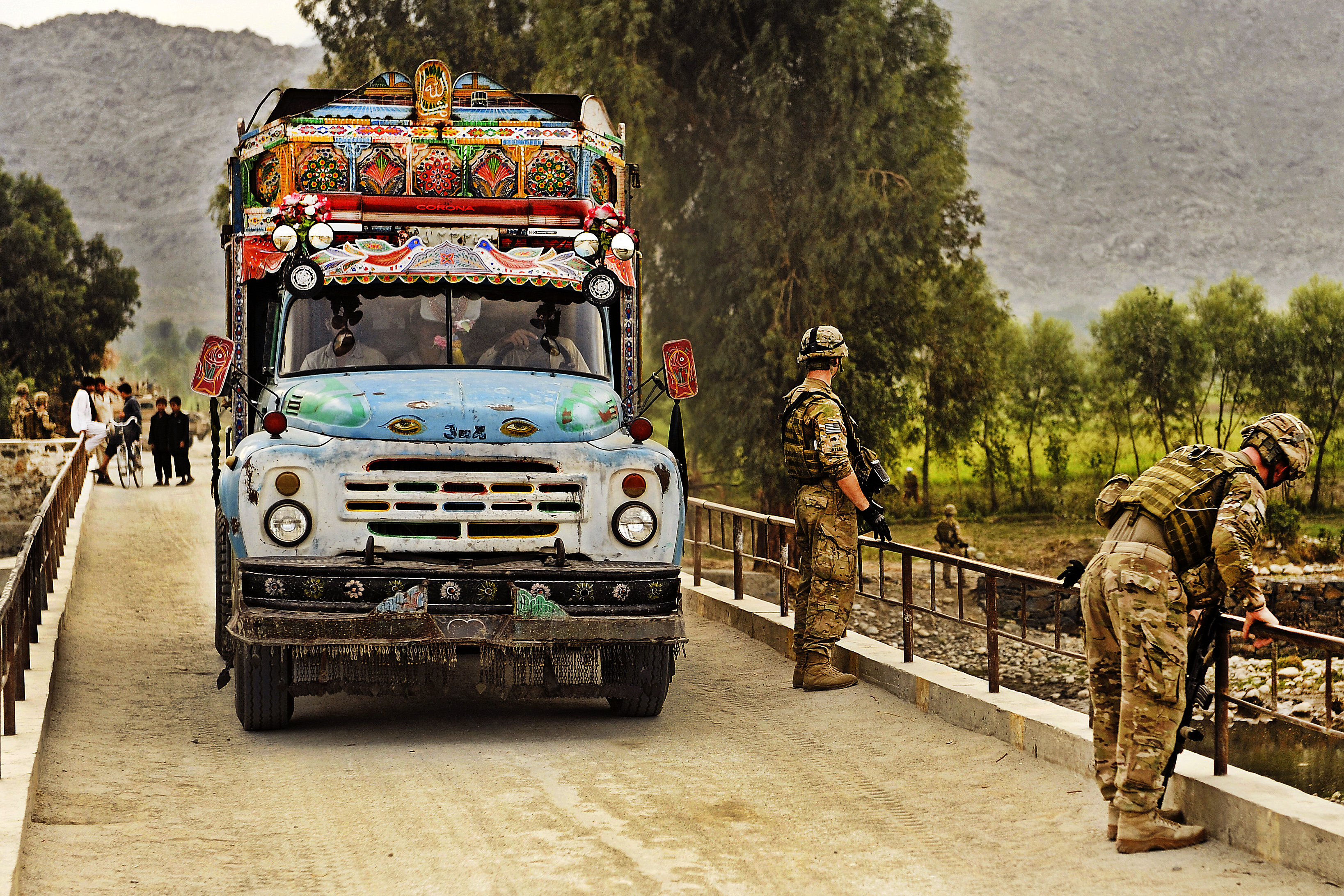
Джингл-трак на базе ЗИЛ-130 в Афганистане.

## Внешний вид
Как и другие коммерческие автомобили Пакистана, Джингл-траки раскрашиваются в яркие цвета, расписываются разнообразными узорами, каллиграфией, и украшаются цепями на переднем и заднем бамперах.
В зависимости от того, из какого региона они родом, можно увидеть мусульманскую, сикхскую и христианскую иконографию. Цепи и подвески часто свисают с переднего бампера.
В Индии часто встречаются мотивы, изображающие орлов, воздушных змеев, корову, прижимающуюся носом к телёнку, и назар батту (лицо острозубого демона со спутанными волосами, которое, как полагают, защищает от сглаза), а также крылатые фразы. Религиозная иконография, поэзия и политические логотипы также распространены.

### Художники
Одним из самых выдающихся художников грузовиков является Хайдер Али. Обученный своим отцом с юности, он впервые привлёк международное внимание в 2002 году, когда нарисовал пакистанский грузовик в рамках Смитсоновского фольклорного фестиваля. Нафис Ахмад Хан, художник по грузовикам из Индаура, известен во всей Индии и проектирует по одному грузовику каждый день на протяжении более тридцати двух лет.  Г-н Сайед Пхул Бадшах, также известный как Пхул Джи, известен своим уникальным стилем создания изобразительного искусства. 

## Влияние

### Автомобили
Хотя автомобили в Южной Азии традиционно не украшаются, есть примеры автомобилей, украшенных в стиле жжингл-трак. В 2009 году Foxy Shahzadi, VW Beetle 1974 года выпуска, оформленный в стиле грузовика, совершил 25-дневное путешествие из Пакистана во Францию. В индийском городе Мумбаи некоторые водители украшают свои такси.

### Мода
Яркие цвета пакистанских грузовиков вдохновили некоторых модельеров. Итальянская компания Dolce & Gabbana использовала в рекламной кампании 2015 года дисплеи, вдохновленные грузовиками. Помимо одежды, некоторые изображения грузовиков также используются в обуви. 

### Полиграфический дизайн
Фарид Бава, индийский графический дизайнер, сотрудничает с индийскими художниками по грузовикам, создавая и продавая репродукции произведений искусства грузовиков в Интернете, стремясь сохранить традиции искусства джингл-трак.